# Volker Mosblech
Volker Mosblech (* 10. Januar 1955 in Duisburg; † 26. April 2024) war ein deutscher Politiker (CDU). Von 2015 bis 2017 war er Mitglied des Deutschen Bundestages.

## Ausbildung und Beruf
Nach seinem Abitur begann Volker Mosblech im Jahr 1976 ein Studium der Wirtschaftswissenschaften an der Universität Duisburg und der Rechtswissenschaften an der Universität Bonn. Er war von 1976 bis 1986 Werkstudent bei den Niederrheinischen Gas- und Wasserwerken Duisburg. Als Lektor des Sinusverlages in Krefeld war er von 1986 bis 1987 angestellt und weiter als freier Mitarbeiter dort von 1988 bis 1992 beschäftigt. Mosblech arbeitete von 1989 bis 2000 als Hauptvertreter der Victoria Versicherungen AG. Ab 2001 war er Hauptvertreter der D.A.S. Versicherungen AG.

## Politik
Volker Mosblech war ab 1972 Mitglied der CDU. Er war von 1976 bis 1979 Vorsitzender des JU-Ortsverbandes Duisburg-Hamborn und von 1987 bis 1989 Vorsitzender des JU-Kreisverbandes Duisburg. Von 1978 bis 1987 war er stellvertretender Vorsitzender des JU-Bezirks Rheinisches Ruhrgebiet. Er war ab 1993 stellvertretender Vorsitzender des CDU-Kreisverbandes Duisburg und ab 1997 Vorsitzender des CDU-Ortsverbandes Duisburg-Alt-Hamborn. 1989 wurde er Vorsitzender der Ost- und Mitteldeutschen Vereinigung (OMV) des CDU-Kreisverbandes Duisburg. Von 1991 bis 2002 und ab 2004 fungierte Mosblech als stellvertretender Vorsitzender des OMV-Landesverbandes NRW. Von 1989 bis 1994 war er Mitglied der Bezirksvertretung Duisburg-Hamborn. Seit 1994 war er Mitglied des Rates der Stadt Duisburg, zuletzt in der Funktion des Zweiten Bürgermeisters.
Volker Mosblech war als Nachrücker kurzzeitig Mitglied des 13. Landtags von Nordrhein-Westfalen (vom 6. September 2004 bis zum 2. Juni 2005). Nach dem Tod von Philipp Mißfelder rückte er am 20. Juli 2015 in den Deutschen Bundestag nach. Bei der Bundestagswahl 2017 verpasste er einen erneuten Einzug in den Bundestag.
Im April 2024 starb Volker Mosblech im Alter von 69 Jahren nach kurzer, schwerer Krankheit.